# Riksväg 49
Riksväg 49 är en riksväg som går sträckan Lidköping - Skara - Skövde - Tibro - Karlsborg - Askersund. Längd 139 km.

## Vägstandard
Mellan Lidköping (Riksväg 44) och Skara (184) är vägen bred landsväg (13 meter bred), skyltad 90 km/h och förbi Skara är vägen vanlig landsväg. Mellan Skara (E20) och Axvall är riksväg 49 motorväg och därefter vanlig landsväg fram till Olshammar. Resterande sträcka fram till Riksväg 50 är standarden 2+1-väg. Planskilda trafikplatser finns på motorvägssträckan samt där vägen ansluter till E20, Riksväg 26 och Riksväg 50.

## Historia
Sträckan Skara-Askersund har hetat Riksväg 49 sedan 1962. Innan 1962 hette dessa sträckor länsväg 194 Skara-Skövde(-Hjo), länsväg 196 Skövde-Karlsborg och länsväg 195 (Jönköping-)Karlsborg-Askersund.
År 2019 utökades Riksväg 49 till att även inkludera Lidköping-Skara vilket tidigare var en del av Länsväg 184. Denna sträcka har även tidigare varit riksväg, fram till 1985 var sträckan en del av Riksväg 47 mellan Lidköping och Jönköping. Sträckan Skara-Lidköping har tidigare haft 110km/h som hastighetsgräns tack vare sin breda vägprofil men var en av de vägar som förlorade detta i Vägverkets hastighetsrevision i slutet av 90-talet. 
Sträckan Skara-Varnhem är byggd på 1960-talet. Sträckan Varnhem-Skövde följer 1800-talets sträckning i en smal dalgång. Förbifarten runt Skövde är byggd på 1990- och 2000-talet. Sträckan Skövde-Karlsborg är byggd på 1960-talet.
Vägen Karlsborg-Olshammar verkar ha byggts på 1970-talet, ofta breddad i samma sträckning som den som var på 1940-talet, bitvis ny väg. En 7 km lång sträcka söder om Askersund byggdes år 2010 som ny 2+1-väg. Dess föregångare verkar mellan Olshammar-Askersund följa exakt samma väg som på 1840-talet.

### Ombyggnadsplaner
- Mellan Skara och Varnhem är målet att ha en mötesfri landsväg. Från Skara och fram till Axvall har motorväg byggts, 21,5 meter bred, invigd 6 november 2009. Nästa etapp är fortsättningen från Axvall till Varnhem. Här planeras breddning av befintlig väg, till hälften 2+2-väg och resten 2+1-väg, allt korsningsfritt. Två trafikplatser, Skärv och Varnhem. Byggstart slutet av 2022/början av 2023 och planerad klar 2025.[3] För den återstående delen till Skövde är det inte bestämt vilken standard vägen ska ha och därför är det osäkert när en eventuell utbyggnad kan ske.[4]
- Mellan Skövde och Igeltorp ska vägen byggas om till mötesfri landsväg. Byggstart är planerad till 2023 och ska vara klart 2025.[3]

## Trafikplatser, korsningar och anslutande vägar
|                             | Nr     | Namn                          | Skyltning                            |
| --------------------------- | ------ | ----------------------------- | ------------------------------------ |
| Landsväg Lidköping - Skara  |        |                               |                                      |
|                             |        | (Lidköping)                   | Mariestad Uddevalla                  |
|                             |        |                               | Falköping                            |
|                             | Avfart | Trafikplats Vilan             | Göteborg Stockholm                   |
| Motorväg Skara - Axvall     |        |                               |                                      |
|                             |        | Trafikplats Finnatorp         | Örnsro, endast anslutningar västerut |
|                             |        | Trafikplats Axevalla          | Axvall Örnsro Skara Sommarland       |
| Landsväg Axvall - Askersund |        |                               |                                      |
|                             |        | Hallenbergsrondellen (Skövde) | (Rv 49 svänger)                      |
|                             |        | Fabiansrondellen (Skövde)     | Skultorp                             |
|                             |        | Trafikplats Skövde Södra      | Jönköping (rv 49 svänger)            |
|                             | Avfart | Trafikplats Mariesjö          | Mariestad, Hova (rv 49 svänger)      |
|                             |        |                               | Hjo                                  |
|                             |        |                               | Hjo                                  |
|                             |        |                               | Mariestad                            |
|                             |        |                               | Jönköping                            |
|                             |        | Karlsborg                     | över Göta kanal, öppningsbar         |
|                             |        |                               | Mariestad                            |
|                             |        |                               | Örebro Jönköping                     |